# Laura Hrebec
Laura Hrebec (Vevey, 12 de mayo de 1977) es una deportista suiza que compitió en duatlón. Ganó una medalla de bronce en el Campeonato Mundial de Duatlón de Larga Distancia de 2014, y una medalla de oro en el Campeonato Europeo de Duatlón de Larga Distancia de 2015.

## Palmarés internacional
| Campeonato Mundial | Campeonato Mundial               | Campeonato Mundial | Campeonato Mundial |
| Año                | Lugar                            | Medalla            | Prueba             |
| ------------------ | -------------------------------- | ------------------ | ------------------ |
| 2014               | Zofingen (Suiza)                 | Medalla de bronce  | Individual         |
| Campeonato Europeo |                                  |                    |                    |
| Año                | Lugar                            | Medalla            | Prueba             |
| 2015               | Horst aan de Maas (Países Bajos) | Medalla de oro     | Individual         |